# William Curtis Brangwyn
William Curtis Brangwyn (1837 - Cardiff, 1907) was een Brits ontwerper en decorateur.

## Levensloop
William Brangwyn begon in Londen aan een loopbaan als ontwerper voor religieuze gebouwen en interieurs, in een atelier dat gevestigd was in George Edmund Street.
In 1865 kwam Brangwyn met zijn vrouw Eleonore Griffits en hun dochter Edith in Brugge wonen. Hij was opgemerkt door de Gilde van Sint-Thomas en werd aangesteld om mee de decoratie van de Heilig-Bloedkapel (Brugge) in neogotische stijl uit te voeren. Hij decoreerde ook de nu verdwenen kapel van het Sint-Juliaangesticht (1870) in de Boeveriestraat. Hij ontwierp verder de neogotische uitbreiding van de Sint-Vedastuskerk in Zerkegem (1868) en het gemeentehuis van Kruibeke (1860). Voor de voormalige parochiekerk van Sint-Michiels vervaardigde hij muurschilderingen. Daarnaast zou hij ook een rol gespeeld hebben in de heropbouw van de parochiekerk van Sint-Andries.
De veelzijdigheid van zijn activiteiten werd bevestigd door de zilveren medaille die hij op de Wereldtentoonstelling in Parijs ontving in 1867 voor een door hem ontworpen vaandel. Dit vaandel, met borduurwerk op satijn, wordt thans bewaard in het Victoria and Albert Museum in Londen. In Brugge legde hij zich ook toe op het ontwerpen van textiel voor liturgisch gebruik.
Tijdens het verblijf in Brugge werden Ellen, Frank en Philip geboren. In 1872 verhuisde het gezin weer naar Engeland, waar Cuthbert en Lawrence geboren werden.
Brangwyn verzorgde de opleiding van zijn zoons, van wie er twee interieurdesigners werden, Philip in Canada en Cuthbert in Amerika, naast Frank Brangwyn die als artistieke duizendpoot faam verwierf.
Na zijn terugkeer naar Engeland, ging Brangwyn werken in de studio van architect Sir Horace Jones (1819-1887).

## Cuthbert Brangwyn
Over de zoon Cuthbert Patrick Joseph Brangwyn (1875-1911) is voor de periode voorafgaand aan zijn emigratie in de Verenigde Staten weinig geweten. Toen hij in New York arriveerde werd hij onmiddellijk in dienst genomen door de prestigieuze department store, McCreery & Company.
Op 8 juli 1906 trouwde hij met de New Yorkse Margaret O’Conner (°1876). Het koppel trok naar Pittsburgh waar hij interieurdesigner werd bij de korte tijd ervoor geopende Pittsburgse winkel van McCreery & Company. Hij werd lid van de Pittsburgh Architectural Club en nam deel aan tentoonstellingen in 1907, 1910 en 1911. In 1907 exposeerde hij ontwerpen voor een inkomhall en voor bronzen deuren. In 1910 toonde hij ontwerpen met Louis XVI decoratie en een rookkamer op een schip.  In 1911 exposeerde hij een tekening die 'Kathedraalpoorten' voorstelde.
Cuthbert Brangwyn was pas 35 toen hij op 18 mei 1911 bezweek aan hartproblemen, in de privékliniek van dr. Waller. Hij kreeg een katholieke uitvaart.

## Publicatie
- Gothic Memorials, 1861 (een door William Curtis zelf gepubliceerd en geïllustreerd boek over laat-middeleeuwse grafmonumenten en kerkhof kunst.) Het is digitaal te vinden op books.google.com